# Tam giác Heron
Trong Hình học, tam giác Heron là tam giác mà độ dài ba cạnh và diện tích của nó đều là các số hữu tỉ. Tam giác Heron được đặt theo tên của nhà toán học Hy Lạp Heron. Bất kì tam giác hữu tỉ nào cũng có thể được mở rộng kích thước tương ứng với tam giác có độ dài các cạnh và diện tích là những số nguyên. Do đó, thuật ngữ tam giác Heron thường được dùng để chỉ những tam giác nguyên đó.

## Tính chất
Bất kì một tam giác nào có độ dài ba cạnh tạo thành một bộ ba số Pythagore đều là một tam giác Heron, vì ba cạnh của nó đều là ba số nguyên của một bộ ba số Pythagore, và diện tích của nó bằng một nửa tích hai cạnh góc vuông.

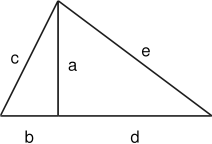
Một tam giác với độ dài ba cạnh c, e và b + d, với chiều cao a.

Một ví dụ cho một tam giác Heron không phải là tam giác vuông là một tam giác có độ dài ba cạnh bằng 5, 5 và 6, với diện tích là 12; tam giác này thu được bởi ghép hai tam giác có độ dài ba cạnh là 3, 4, 5 dọc theo cạnh có độ dài bằng 4. Phương pháp tổng quát cho cách làm này được minh họa ở hình bên: Lấy một tam giác với độ dài ba cạnh là một bộ ba Pythagore a, b, c (c là số lớn nhất); một tam giác khác có độ dài ba cạnh là một bộ ba số Pythagore a, d, e khác (e là số lớn nhất), ghép chúng lại dọc theo cạnh có độ dài là a để được một tam giác có độ dài ba cạnh là các số nguyên c, e, b + d, và có diện tích là một số nguyên:
{\displaystyle S={\frac {1}{2}}(b+d).a} (một nửa cạnh đáy nhân với chiều cao).
Một câu hỏi thú vị đặt ra là liệu tất cả các tam giác Heron đều có thể được tạo ra bởi cách ghép hai tam giác vuông (với độ dài các cạnh là các số nguyên (bộ ba Pythagore)) như trình bày ở trên không? Câu trả lời là không. Nếu ta lấy một tam giác Heron với độ dài ba cạnh 0,5; 0,5 và 0,6, rõ ràng nó không thể được ghép từ hai tam giác với độ dài ba cạnh đều nguyên. Hoặc một ví dụ khác tường minh hơn, là lấy một tam giác với độ dài các cạnh 5, 29, 30 với diện tích 72, thì lại không có đường cao nào của nó là một số nguyên.

## Định lý
Cho tam giác Heron, ta có thể chia nó thành hai tam giác vuông mà độ dài các cạnh của chúng tạo thành những bộ ba Pitago hữu tỉ.
Chú thích: Bộ ba Pitago hữu tỉ là bộ 3 số hữu tỉ dương x,y,z thỏa mãn phương trình: {\displaystyle x^{2}+y^{2}=z^{2}}
Chứng minh định lý
Một lần nữa xét hình vẽ minh họa ở bên phải phía trên, nhưng lần này c, e, b + d, và diện tích tam giác A là những số hữu tỉ. Chúng ta có thể giả sử ký hiệu được chọn sao cho độ dài cạnh b + d là lớn nhất, khi đó đường vuông góc hạ từ đỉnh đối diện xuống cạnh này nằm bên trong đoạn thẳng cạnh. Để chứng mình các bộ ba (a, b, c) và (a, d, e) là các bộ ba Pytago, ta phải chứng minh a, b, và d là những số hữu tỉ.
Vì diện tích tam giác là: 
{\displaystyle A={\frac {1}{2}}(b+d)a,}
Rút a ta được
{\displaystyle a={\frac {2A}{b+d}}}
là một số hữu tỉ, vì {\displaystyle A} và {\displaystyle b+d} đều là những số hữu tỉ. Phần còn lại cần chứng minh b và d hữu tỉ.
Áp dụng định lý Pytago đối với hai tam giác vuông, ta có
{\displaystyle a^{2}+b^{2}=c^{2}\,}
và
{\displaystyle a^{2}+d^{2}=e^{2}.\,}
Trừ vế theo vế hai đẳng thức trên ta được
{\displaystyle b^{2}-d^{2}=c^{2}-e^{2}\,}
hay
{\displaystyle (b-d)(b+d)=c^{2}-e^{2}\,}
hay
{\displaystyle b-d={\frac {c^{2}-e^{2}}{b+d}}.\,}
Vế phải là hữu tỉ, bởi vì theo giả sử, c, e, và b + d là những số hữu tỉ. Do đó, b − d là hữu tỉ.
(b+d) là hữu tỉ theo giả sử.
Suy ra (b+d)+(b-d) là hữu tỉ. Hay 2b là hữu tỉ. Suy ra b hữu tỉ. Suy ra d cũng phải là số hữu tỉ.(điều phải chứng minh)

## Công thức chính xác cho tam giác Heron
Công thức sau sinh ra tất cả các tam giác Heron:
{\displaystyle a=n\,(m^{2}+k^{2})}
{\displaystyle b=m\,(n^{2}+k^{2})}
{\displaystyle c=(m+n)\,(mn-k^{2})}
{\displaystyle p=mn(m+n),\,}
{\displaystyle S=mnk(m+n)(mn-k^{2}),\,}
trong đó m, n, k là các số hữu tỉ;
a, b, c là độ dài ba cạnh tam giác;
p là nửa chu vi, S là diện tích tam giác .

## Ví dụ
Danh sách các tam giác Heron nguyên cơ bản xếp theo diện tích tăng dần, nếu cùng diện tích thì xếp theo chu vi tăng dần, bắt đầu như ở trong bảng dưới đây:
Cơ bản ở đây có nghĩa là ước số chung lớn nhất của độ dài ba cạnh bằng 1.
| Diện tích | Chu vi | Độ dài b+d | Độ dài e | Độ dài c |
| --------- | ------ | ---------- | -------- | -------- |
| 6         | 12     | 5          | 4        | 3        |
| 12        | 16     | 6          | 5        | 5        |
| 12        | 18     | 8          | 5        | 5        |
| 24        | 32     | 15         | 13       | 4        |
| 30        | 30     | 13         | 12       | 5        |
| 36        | 36     | 17         | 10       | 9        |
| 36        | 54     | 26         | 25       | 3        |
| 42        | 42     | 20         | 15       | 7        |
| 60        | 36     | 13         | 13       | 10       |
| 60        | 40     | 17         | 15       | 8        |
| 60        | 50     | 24         | 13       | 13       |
| 60        | 60     | 29         | 25       | 6        |
| 66        | 44     | 20         | 13       | 11       |
| 72        | 64     | 30         | 29       | 5        |
| 84        | 42     | 15         | 14       | 13       |
| 84        | 48     | 21         | 17       | 10       |
| 84        | 56     | 25         | 24       | 7        |
| 84        | 72     | 35         | 29       | 8        |
| 90        | 54     | 25         | 17       | 12       |
| 90        | 108    | 53         | 51       | 4        |
| 114       | 76     | 37         | 20       | 19       |
| 120       | 50     | 17         | 17       | 16       |
| 120       | 64     | 30         | 17       | 17       |
| 120       | 80     | 39         | 25       | 16       |
| 126       | 54     | 21         | 20       | 13       |
| 126       | 84     | 41         | 28       | 15       |
| 126       | 108    | 52         | 51       | 5        |
| 132       | 66     | 30         | 25       | 11       |
| 156       | 78     | 37         | 26       | 15       |
| 156       | 104    | 51         | 40       | 13       |
| 168       | 64     | 25         | 25       | 14       |
| 168       | 84     | 39         | 35       | 10       |
| 168       | 98     | 48         | 25       | 25       |
| 180       | 80     | 37         | 30       | 13       |
| 180       | 90     | 41         | 40       | 9        |
| 198       | 132    | 65         | 55       | 12       |
| 204       | 68     | 26         | 25       | 17       |
| 210       | 70     | 29         | 21       | 20       |
| 210       | 70     | 28         | 25       | 17       |
| 210       | 84     | 39         | 28       | 17       |
| 210       | 84     | 37         | 35       | 12       |
| 210       | 140    | 68         | 65       | 7        |
| 210       | 300    | 149        | 148      | 3        |
| 216       | 162    | 80         | 73       | 9        |
| 234       | 108    | 52         | 41       | 15       |
| 240       | 90     | 40         | 37       | 13       |
| 252       | 84     | 35         | 34       | 15       |
| 252       | 98     | 45         | 40       | 13       |
| 252       | 144    | 70         | 65       | 9        |
| 264       | 96     | 44         | 37       | 15       |
| 264       | 132    | 65         | 34       | 33       |
| 270       | 108    | 52         | 29       | 27       |
| 288       | 162    | 80         | 65       | 17       |
| 300       | 150    | 74         | 51       | 25       |
| 300       | 250    | 123        | 122      | 5        |
| 306       | 108    | 51         | 37       | 20       |
| 330       | 100    | 44         | 39       | 17       |
| 330       | 110    | 52         | 33       | 25       |
| 330       | 132    | 61         | 60       | 11       |
| 330       | 220    | 109        | 100      | 11       |
| 336       | 98     | 41         | 40       | 17       |
| 336       | 112    | 53         | 35       | 24       |
| 336       | 128    | 61         | 52       | 15       |
| 336       | 392    | 195        | 193      | 4        |
| 360       | 90     | 36         | 29       | 25       |
| 360       | 100    | 41         | 41       | 18       |
| 360       | 162    | 80         | 41       | 41       |
| 390       | 156    | 75         | 68       | 13       |
| 396       | 176    | 87         | 55       | 34       |
| 396       | 198    | 97         | 90       | 11       |
| 396       | 242    | 120        | 109      | 13       |

## Tam giác Heron gần đều
Tam giác Heron là tam giác có độ dài các cạnh, diện tích và bán kính đường tròn nội tiếp là những số hữu tỉ. Vì diện tích của một tam giác đều với các cạnh hữu tỉ là một số vô tỉ, nên không có tam giác đều là tam giác Heron. Tuy nhiên, có một chuỗi duy nhất các tam giác Heron "gần đều", bởi vì ba cạnh biểu diễn bởi ba số nguyên dạng n − 1, n, n + 1. Một ít ví dụ đầu tiên các tam giác gần đều được đặt trong bảng dưới đây.
| Độ dài cạnh | Độ dài cạnh | Độ dài cạnh | Diện tích | Bán kính đường tròn nội tiếp |
| n − 1       | n           | n + 1       | Diện tích | Bán kính đường tròn nội tiếp |
| ----------- | ----------- | ----------- | --------- | ---------------------------- |
| 3           | 4           | 5           | 6         | 1                            |
| 13          | 14          | 15          | 84        | 4                            |
| 51          | 52          | 53          | 1170      | 15                           |
| 193         | 194         | 195         | 16296     | 56                           |
| 723         | 724         | 725         | 226974    | 209                          |

Chuỗi giá trị con của n có thể tìm được bằng cách nhân giá trị cuối cùng đã biết với 4, sau đó trừ đi giá trị kế cuối (52 = 4 × 14 − 4, 194 = 4 × 52 - 14, vân vân), được biểu thị trong 
{\displaystyle q_{n}=4q_{n-1}-q_{n-2}.\,\!}
Chuỗi này (chuỗi A003500 trong OEIS) cũng có thể được sinh ra từ lời giải của phương trình Pell x² − 3y² = 1, đến lượt mình được phái sinh từ sự mở rộng phân số liên tục chính tắc cho √3.